# Colpodium wallichii
Colpodium wallichii là một loài thực vật có hoa trong họ Hòa thảo. Loài này được (Hook.f.) Bor mô tả khoa học đầu tiên năm 1953.